# Anton Wachter

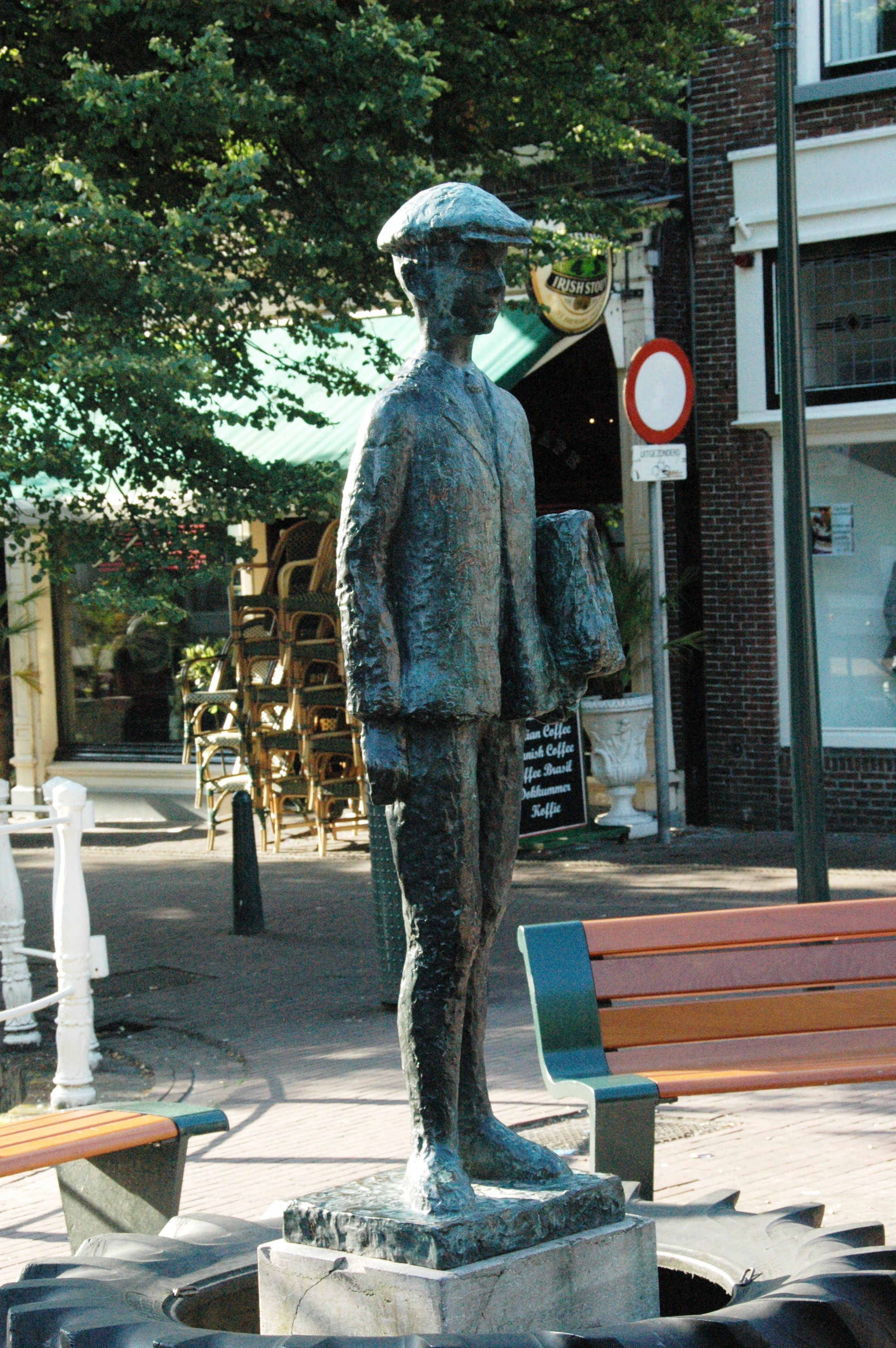
Beeld van Anton Wachter te Harlingen, gemaakt door beeldhouwster Suze Boschma-Berkhout

 Anton Wachter  is een romanfiguur van de Nederlandse schrijver Simon Vestdijk.
Het leven van Anton is vastgelegd in acht romans, die tot de kern van het zeer omvangrijke oeuvre van Vestdijk behoren. De boeken zijn verschenen van 1934 tot 1960 en hebben een sterk autobiografisch karakter. De eerste vier delen, met als hoogtepunt Terug tot Ina Damman, spelen in Lahringen, een fictieve plaats die een toespeling is op Harlingen, de plaats waar Vestdijk was geboren en opgroeide. De laatste vier delen beschrijven het leven van de medicijnenstudent Vestdijk in Amsterdam.
In 1967 had regisseur Paul Verhoeven het plan om een verfilming van de Anton Wachter-verhalen te maken. Hij kreeg echter hiervoor de financiering niet rond.

## Delen
- Sint Sebastiaan (1939)
- Surrogaten voor Murk Tuinstra (1948)
- Terug tot Ina Damman (1934)
- De Andere School (1949)
- De Beker van de Min (1956)
- De Vrije Vogel en Zijn Kooien (1957)
- De Rimpels van Esther Ornstein (1959)
- De Laatste Kans (1960)[2]

## Ontstaansgeschiedenis
In 1933 voltooide Vestdijk zijn debuutroman Kind tussen vier vrouwen. Zijn uitgever wees dit ambitieuze boek echter af. Het vormde daarna de basis voor onder meer de eerste drie Anton Wachterromans. Na Vestdijks dood werd het in 1972 alsnog uitgegeven.

## Standbeeld
In 1973 werd aan de Voorstraat in Harlingen een beeld van Anton Wachter geplaatst, gemaakt door Suze Boschma-Berkhout.